# دكتوراه الصحة العامة

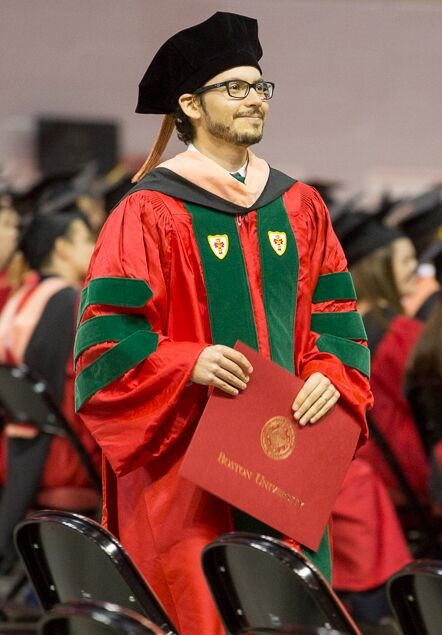
دكتور في الصحة العامة من جامعة بوسطن، يرتدي اللون الاحمر المميز للصحة العامة.

دكتوراه الصحة العامة (بالإنجليزية: doctor of public health واختصارا DrPH أو Dr.PH. أو D.P.H. ؛ باللاتينية: publica sanitas) هي شهادة دكتوراه ممنوحة في مجال الصحة العامة، وهي شهادة متقدمة ونهائية تخول الحاصلين عليها بممارسة مهام الصحة العامة أو القيادة أو البحث أو التدريس أو الإدارة. منحت كلية الطب بجامعة هارفارد أول شهادة دكتوراه صحة عامة في عام 1911.وفقًا للأمم المتحدة، يواجه العالم تحديات غير مسبوقة مثل تغير المناخ، الأمراض غير المعدية، شيخوخة المجتمع، الأزمات الصحية، اتساع فجوة الثروة والاعتماد المفرط على الإنترنت، ومن المتوقع أن يتمتع خريجو دكتوراه الصحة العامة، والذين قد تلقوا تدريبات في ممارسات وبحوث الصحة العامة القائمة على الأدلة، بالكفاءات اللازمة لجمع أصحاب السلطة المتنوعين، والتواصل عبر مجموعة من القطاعات والإعدادات وتجميع النتائج وتوليد الأدلة المستندة على الممارسة.
نظرًا للكفاءات الأساسية التي تم تطويرها خلال برنامج التدريب، غالبًا ما يشغل خريجو دكتوراه الصحة العامة أدوارًا قيادية تنفيذية في القطاعين الخاص والعام جنبًا إلى جنب مع المنظمات غير الربحية والهيئات متعددة الأطراف مثل منظمة الصحة العالمية والبنك الدولي. بالإضافة إلى ذلك، يتابع بعض الخرجين الأوساط الأكاديمية بما في ذلك التدريس والبحث.

## نموذج الكفاءة الأساسي
العناصر المشتركة التي يتم تناولها في جميع درجات دكتوراه الصحة العامة هي:
1) منهاج متخصص مهنيا ويعتمد على الكفاءة
2) اعمدة الكفاءة الأساسية.
يسلط نموذج اعمدة الكفاءة الاساسية للصحة العامة الضوء على الدور القيادي الانتقالي الذي يلعبه الخريجون في النهوض بمجال البحث والممارسة في مجال الصحة العامة. وفقًا لجمعية مدارس الصحة العامة (ASPH)، يحتوي هذا النموذج على سبعة مجالات من المهارات التي يجب أن يهدف كل برنامج إلى تطويرها:
- المناصرة: القدرة على التأثير في عمليات صنع القرار المتعلقة بسياسات وممارسات الصحة العامة.
- التواصل: القدرة على تقييم واستخدام استراتيجيات التواصل عبر مختلف الجماهير وأصحاب المصالح.
- التوجه المجتمعي/الثقافي: القدرة على التواصل والتفاعل مع الناس من مختلف المجتمعات والجنسيات والثقافات.
- التحليل النقدي: القدرة على تحليل وتطبيق البحوث والنظريات القائمة على الأدلة من مختلف المجالات وذلك لحل التحديات التي تواجه الصحة العامة.
- القيادة: القدرة على خلق ونشر رؤية مشتركة، وإلهام الثقة، وتحفيز الآخرين لتحقيق أهداف أسمى أو غايات أكثر وعيا.
- الإدارة: القدرة على توفير إستراتيجية ودليل عمل على قدر من المسؤولية داخل المؤسسات العامة والخاصة لتحقيق واقع صحي أفضل وأكثر رفاهية للفرد والمجتمع.
- المهنية والأخلاق: القدرة على تحديد ومناقشة وتحليل المشاكل الاخلاقية، وتحقيق الموازنة بين حق الحرية الشخصية فيما يخص الممارسة الصحية وبين المسؤولية الفردية في حماية صحة المجتمع ككل.

وتتيح هذه المهارات مجتمعة القدرة للحاصلين على دكتوراه الصحة العامة على خلق جسور التواصل بين الجانبين البحثي والتطبيقي. وفي كثير من الأحيان، بدلاً من العمل كخبراء تقنيين، من المرجح أن يقوم الخريجون بالإشراف أو التعاون مع الخبراء التقنيين لحل المشاكل المتعددة الأوجه للقرن الحادي والعشرين. على سبيل المثال، تتطلب أدوارهم نطاقا واسعا من مختلف مجالات الصحة العامة بدلاً من التخصص في مجال واحد. من خلال امتلاك هذه الكفاءات، تعتبر جمعية مدارس الصحة العامة (ASPH) شهادة دكتوراه الصحة العامة درجة مهنية تمنح قدرات تعليمية وتدريبية متقدمة فيما يخص مجال قيادة الصحة العامة. يمكن العثور على قائمة كاملة بالمجالات والمهارات هنا.

## مقارنة مع شهادة الدكتوراه المعروفة
يتم تصنيف شهادة دكتوراه الصحة العامة على أنها درجة نهائية على قدم المساواة مع درجات الدكتوراه الأخرى، كدكتوراه في الطب أو دكتوراه في التربية أو دكتوراه في الخدمة الاجتماعية أو دكتوراه في علم النفس.  ومنح مثل هذه الدرجة يدل على الاعتراف بالإنجاز العلمي المتميز في هذا المجال المهني. ومع ذلك، تم تصميم هذه الشهادة بشكل أساسي لأولئك الذين يخططون لمهن تتضمن الممارسة المهنية أو التدريس أو البحث، وغالبًا ما يركز على الدراسات متعددة التخصصات. وبالمقارنة، فإن درجة الدكتوراه هي في الأساس درجة قائمة على البحث تركز على إتقان موضوع واحد محدد في مجال معين من مجالات الصحة العامة. ومع ذلك، فإن بعض حاملي الدكتوراه من الممكن أن يصبحوا باحثين ممارسين في حياتهم المهنية اللاحقة.

### الفرق في شروط القبول
تقليديا، يتطلب القبول في برنامج التدريب درجة الماجستير في الصحة العامة كشرط مسبق؛ ومع ذلك، فإن هذا يتغير وتقبل الجامعات الآن طلابا أكثر دون شهادة الماجستير أو حاصلين على درجات أخرى مثل شهادة الطب البشري العام. بشكل عام، يتطلب البرنامج عدة سنوات من القيادة في مجال الصحة العامة والخبرة العملية (عادة 5 سنوات أو أكثر) للقبول. في المقابل، يمكن للمرء أن يدخل درجة الدكتوراه التقليدية بعد الانتهاء من درجة البكالوريوس بدون أي خبرة أو تدريب أكاديمي متقدم.
أعداد شهادات الدكتوراه الممنوحة في الصحة العامة سنويًا منخفض جدًا مقارنة بأعداد شهادات الدكتوراه الممنوحة في باقي المجالات، وذلك لأن هذه الشهادة هي درجة دكتوراه متخصصة، وفي المقابل فإن الشهادات الأخرى هي درجات دكتوراه عامة. على سبيل المثال، في عام 2010، تم منح 126 شهادة دكتوراه صحة عامة فقط، في حين كان عدد درجة الدكتوراه الممنوحة هو 776 شهادة من قبل 26 من أصل 46 مدرسة معتمدة للصحة العامة في الولايات المتحدة.

### الفوارق في نتائج التدريب
- دكتوراه الصحة العامة: القيادة وممارسات الصحة العامة والبحوث التطبيقية وبحوث التنفيذ وسياسة الصحة العامة والسياسة والأوساط الأكاديمية.
- الدكتوراه في مجالات أخرى: البحث والأوساط الأكاديمية.

## هيكل البرنامج النموذجي

### الدورات الدراسية المتقدمة
يتطلب برنامج التدريب المعتمد النموذجي ما يقرب من عام إلى عامين من الدورات دراسية المكثفة متعددة التخصصات والتي تتضمن منهجية البحث المتقدم على غرار الدكتوراه في بعض البلدان. بالإضافة إلى ذلك، تمييز بأخذ الطلاب دورات متقدمة لاكتساب مهارات تحليلية في القيادة والإدارة وتمكين التغيير والاتصالات والسياسة الصحية.

### خبرة ممارسة قيادة الصحة العامة
يتطلب من الطلاب أيضًا إكمال تجربة ممارسة الصحة العامة كجزء مهم من برنامج التدريب الخاص بهم، ويطبق الطلاب المهارات المكتسبة في سبيل الحصول على الخبرة القيادية وصقل مهاراتهم من خلال التدريب العملي والتجربة الميدانية.
تتطلب معظم الجامعات اختبارًا شاملاً وصارمًا في نهاية أول عامين من الدورات الدراسية بالإضافة إلى خبرة عملية في مجال الصحة العامة قبل أن يتقدم المرشح إلى مرحلة الأطروحة. على سبيل المثال، تطلب البرنامج في جامعة تافتس وجامعة هارفارد اختبارًا مؤهلاً يتم إجراؤه في نهاية السنة الأولى.

### الأطروحة
يُطلب من الطلاب إكمال والدفاع عن أطروحة تطبيقية متعلقة بممارسة الصحة العامة أثناء مرحلة ترشيحهم، ويكون ذلك عادةً بعد الاختبارات الشاملة والمؤهلة.

## الوقت اللازم للحصول على الشهادة
الوقت المعتاد لإكمال جميع مراحل التدريب هو 3-7 سنوات، ويتباين ذلك اعتمادًا على المناهج الدراسية والخبرة السابقة والتعليم.